# Ulolonche marloffi
Ulolonche marloffi là một loài bướm đêm trong họ Noctuidae.